# Филиппова Гора (Ярославская область)
Филиппова Гора — село в Ростовском районе Ярославской области. Входит в состав сельского поселения Семибратово.

## История
Местный каменный одноглавый храм с колокольней основан в 1806 году и имел два престола: св. Апостола Филиппа и Боголюбской Пресвятой Богородицы. 
В конце XIX — начале XX село входило в состав Угодичской волости Ростовского уезда Ярославской губернии. В 1885 году в селе было 39 дворов.
С 1929 года село являлось центром Филиппогорского сельсовета Ростовского района, с 1958 года — в составе Угодичского сельсовета, с 2005 года — в составе сельского поселения Семибратово.

## Население
| 1859 | 1914 | 2007 | 2010 |
| ---- | ---- | ---- | ---- |
| 226  | ↗300 | ↘0   | →0   |

## Достопримечательности
В селе расположены руинированные остатки Церкви Филиппа апостола (1806).